# Tschalipa

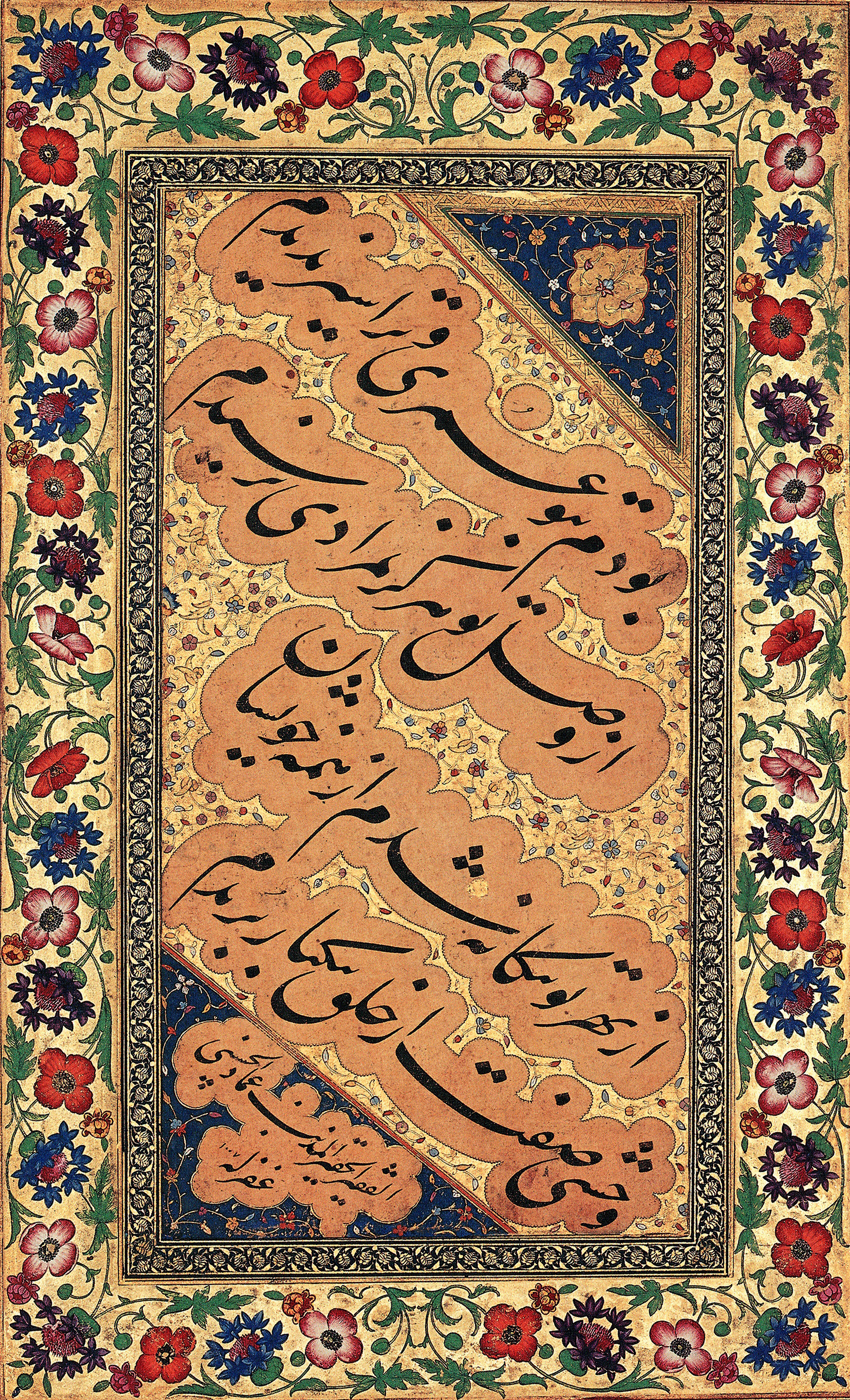
Eine Tschalipa von Mir Emad Ghazvini

Die Tschalipa (persisch چلیپا Tschalipa, [t͡ʃælipɑ]) ist ein Schriftrahmen in der Nastaliq-Schrift. Zwei wichtige Schriftrahmen in Nastaliq-Kalligrafie sind Tschalipa und Siahmaschgh. Tschalipa bedeutet "Kreuz" auf Persisch. Der Tschalipa-Rahmen besteht gewöhnlich aus vier diagonalen Halbversen eines Gedichtes, das eindeutig ein moralisches, ethisches und poetisches Thema hat.